# 歌道
歌道（かどう）とは、和歌の創作や和歌自体に関する学問（歌論・歌学）を追究する学芸を道に擬えたもの。

## 概要
『万葉集』が編纂された奈良時代より和歌が日本語による唯一の文芸であるという自覚が芽生えつつあったが、『古今和歌集』が編纂された10世紀初め頃より、漢詩の紀伝道（文章道）に対抗して「うたのみち」が唱えられるようになった。紀貫之の邸宅で開かれた曲水宴の際に作られた『三月三日紀師匠曲水宴（紀師匠曲水宴和歌）』の序文を書いた凡河内躬恒が「うたのみち」と述べたのが代表的な事例である。更に『古今和歌集』が編纂された醍醐天皇の治世が「延喜の治」と称されたことから、勅撰和歌集の編纂と聖代思想が結びつくことになった。更に遣唐使廃止後の唐風文化の衰退と国風文化の高揚が、歌会・歌合などの行事を活発化させ、それにつれてより良い和歌を作成するために必要であると考えられた歌題・題意の組織化と規範化、和歌に関する古典・有職研究の専門化が進展した結果、学問として体系化された「歌道」が成立した。
11世紀中期以後は師弟制度の萌芽が見られ、六条源家・六条藤家・御子左家などが形成された。そのような状況下で歌壇では文芸至上主義の傾向が強まり、ついには歌道の秘伝化・神秘化が発生して、中世以後の和歌における歌道の絶対化に至った。その中でも伝統主義を重視しつつ和歌の実作と理論を有機的に結びつけた御子左家が他の家を圧倒した結果、「歌道師範家」として家職を確立させていった。藤原為家の後、その子孫は二条派・京極派・冷泉派の三派に分裂する。京極派の京極家の血脈は鎌倉時代に入り断絶し二条派の二条家の血脈も室町時代に断絶する。冷泉派の冷泉家のみが今日まで家名を残したが、二条家（御子左家嫡流）断絶後も門人らによって継承された二条派が中世近世を通じて最も影響力を有した。
二条派には勅撰和歌集の理想とされてきた『古今和歌集』所収和歌の解釈に関する秘説が「古今伝授」として師から弟子に秘かに継承されてきた。古今伝授はその神秘性とともに中世歌壇における最高の秘伝として権威付けられた。古今伝授の代表的な継承者としては東常縁・宗祇・三条西家歴代当主・細川幽斎・智仁親王らが挙げられる。
だが、江戸時代に入ると、木下勝俊や戸田茂睡によって批判され、後に国学による独自の歌学研究が勃興することとなった。しかし禁裏や堂上においては伝統が継承され、将軍家および大名家のたしなみとしても盛んに行われた。明治になり近代に入ると、正岡子規や与謝野鉄幹らによる和歌改革論者によって歌道そのものの価値が否定されるに至り、その歴史に幕を閉じることとなった。